# Kaja Zofia Żuchowska
Kaja Zofia Żuchowska (ur. 18 maja 2003 w Warszawie) – polska aktorka.

## Filmografia
Aktorka odegrała jedną rolę
- 2009-2016 Klan jako Ania Kurzawska, córka Darka